# 少數股東權益
少數股東權益（英語：Minority interests），又稱非控股權益（英語：Non-controlling interests），是一個財務會計的名詞，也是一些資產負債表的常見項目之一。
假設A公司持有B公司70%股權。某年A公司本身業務（不計B公司）有年度盈利2000萬元，B公司本身業務有年度盈利1000萬元，如果A公司把其擁有控制權的B公司年度帳目與A公司年度帳目合併，則「A公司及其附屬公司」的合併帳目（綜合帳目）就變成有年度盈利3000萬元，然而B公司有30%股權並非由A公司持有，因此B公司盈利有30%（即300萬元）不屬於A公司擁有人（A公司股東）所有，A公司擁有人應佔盈利只有2700萬元，而不計入A公司擁有人應佔盈利的300萬元是「少數股東權益」或「非控股權益」應佔盈利。
如果上述例子的B公司的年度業績是虧損1000萬元，則「A公司及其附屬公司」的合併帳目有年度盈利1000萬元，A公司擁有人應佔盈利是1300萬元，「少數股東權益」或「非控股權益」應佔虧損是300萬元。